# Don't Say You Love Me
Don't Say You Love Me est une chanson du groupe norvégien M2M, sortie le 23 mai 1999. Il s'agit de la première chanson extraite de la bande originale du film Pokémon, le film : Mewtwo contre-attaque, sortie le 10 novembre 1999, ainsi que du premier extrait de l'opus Shades of Purple.

## Vidéoclip
Le vidéoclip est dirigé par Nigel Dick. Il y démontre le groupe M2M avec leurs amis dans un cinéma en plein air en train de regarder une projection du film Pokémon, le film : Mewtwo contre-attaque. Il existe aussi une version alternative du clip où celle-ci ne contient pas les scènes du film Pokémon M2 M Don't Say You Love Me vidéo officielle sur Youtube.com

## Liste des pistes

### CD version australienne[2]
1. Don't Say You Love Me (movie version) – 3:46
2. If Only Tears Could Bring You Back de Midnight Sons – 4:03
3. Mewtwo Strikes Back Score – 4:51

### Single US[3]
1. Don't Say You Love Me (album version) – 3:46
2. The Feeling Is Gone (non-album bonus track) – 3:16 (Marion Raven, Marit Larsen)

### Single US[4]
1. Don't Say You Love Me (movie version) – 3:46
2. Mewtwo Strikes Back Score – 4:51

### CD maxiUS[3]
1. Don't Say You Love Me (Tin Tin Out Remix) – 3:33
2. Don't Say You Love Me (Lenny Bertoldo Radio Mix) – 3:01
3. Don't Say You Love Me (acoustic version) – 3:15
4. Don't Say You Love Me (album version) – 3:46

### CD maxi version japonaise
1. Don't Say You Love Me (album version) – 3:46
2. Don't Say You Love Me (Tin Tin Out Remix) – 3:33
3. Don't Say You Love Me (acoustic version) – 3:15
4. The Feeling Is Gone – 3:16
5. Don't Say You Love Me (karaoke version) – 4:06

### CD maxi version européenne
1. Don't Say You Love Me (album version) – 3:46
2. The Feeling Is Gone – 3:16
3. Don't Say You Love Me (acoustic version) – 3:15

## Accueil
La chanson est positivement accueillie. Aux États-Unis, la chanson atteint la seconde place du Billboard et la 21e au Billboard Hot 100, avec 700 000 exemplaires vendus. La chanson est également incluse dans des séries à succès telles que Felicity et Beverly Hills 90210.

## Classements
| Classement (2000)           | Meilleure position |
| --------------------------- | ------------------ |
| Australie                   | 4                  |
| Belgique (Flandres)         | 31                 |
| Belgique (Wallonie)         | 37                 |
| Canada                      | 12                 |
| Pays-Bas                    | 16                 |
| Finlande                    | 10                 |
| France                      | 60                 |
| Allemagne                   | 80                 |
| Mexique                     | 2                  |
| Nouvelle-Zélande            | 4                  |
| Norvège                     | 2                  |
| Suède                       | 17                 |
| Suisse                      | 76                 |
| Corée du Sud                | 1                  |
| Royaume-Uni                 | 16                 |
| U.S. Billboard Hot 100      | 21                 |
| U.S. Latin Tropical Airplay | 40                 |
| U.S. Latin Pop Airplay      | 40                 |
| U.S. Hot Singles Sales      | 5                  |